# Yang Yang (A)
Yang Yang (en xinès simplificat: 杨扬; en xinès tradicional: 楊揚; en pinyin: Yáng Yáng) (Jiamusi, Xina 1976) és una patinadora de velocitat en pista curta xinesa, ja retirada, que destacà entre les dècades del 1990 i el 2000.

## Biografia
Va néixer el 24 d'agost de 1976 a la ciutat de Jiamusi, població situada a la província de Heilongjiang de la República Popular de la Xina.
Per coincidència amb una patinadora contemporània xinesa del mateix nom, Yang Yang (S), es decidí incorporar una lletra a cada una d'elles per diferenciar-les. Inicialment rebé el nom de Yang Yang (L) on la "L" significava "large - més gran" per tal de diferenciar-la amb Yang Yang (S), on "S" significava "small - més petita" i on ambdues lletres es referien a la seva edat. Posteriorment la "L" es canvià a "A", on aquesta lletra es referia al mes d'agost en el qual va néixer, i l'altra patinadora conservà la "S", ja que el setembre era el seu mes de naixement.

## Carrera esportiva
Va participar en els Jocs Olímpics d'Hivern de 1998 realitzats a la ciutat de Nagano (Japó), on aconseguí guanyar la medalla de plata en la prova dels 3.000 metres relleus. En aquests mateixos Jocs participà en les proves de 500 i 1.000 metres, si bé fou desqualificada per irregularitats en el patinatge. En els Jocs Olímpics d'Hivern de 2002 realitzats a Salt Lake City (Estats Units) aconseguí guanyar tres medalles olímpiques: la medalla d'or en les proves de 500 i 1.000 metres, i la medalla de plata en els 3.000 metres relleus, a més de finalitzar quarta en els 1.500 metres. La medalla aconseguida per Yang Yang (A) en la prova dels 500 metres fou la primera medalla olímpica d'or de la Xina en uns Jocs Olímpics d'hivern. En els Jocs Olímpics d'Hivern de 2006 realitzats a Torí (Itàlia) aconseguí guanyar la medalla de bronze en la prova dels 1.000 metres, finalitzà vuitena en els 3.000 metres relleus i finalment, onzena en els 1.500 metres.
Considerada una de les millors patinadores en pista curta de la història, al llarg de la seva carrera aconseguí guanyar 50 medalles en el Campionat del Món de patinatge de velocitat en pista curta: 32 d'or, 13 de plata i 5 de bronze.
El 2010 fou escollida membre del Comitè Olímpic Internacional (COI). Així mateix és membre de l'Agència Mundial Antidopatge.